# Aircel Chennai Open 2011
Aircel Chennai Open 2011 var under 2011 en del av samma års ATP-tour. Turneringen spelades i Chennai, Indien och Stanislas Wawrinka (Schweiz) vann singelturneringen.

## Seedning

### Herrsingel
| 1. Tomáš Berdych (Semifinal) 2. Marin Čilić (Första omgången) 3. Stanislas Wawrinka (Mästare) 4. Richard Gasquet (Andra omgången) | 1. Jeremy Chardy (Första omgången) 2. Janko Tipsarević (Semifinal) 3. Xavier Malisse (Final) 4. Robin Haase (Kvartsfinal) |

### Herrdubbel
| 1. Mahesh Bhupathi Leander Paes (Mästare) 2. Rohan Bopanna Aisam-Ul-Haq Qureshi (Kvartsfinal) | 1. Dustin Brown Rogier Wassen (Första omgången) 2. Colin Fleming Ross Hutchins (Första omgången) |

## Tävlingar

### Herrsingel
Stanislas Wawrinka bes.  Xavier Malisse 7-5; 4-6; 6-1
- Detta var Wawrinkas första titel under 2011 och hans tredje singeltitel i karriären.[1]

### Herrdubbel
Mahesh Bhupathi /  Leander Paes bes.  Robin Haase /  David Martin 6-2; 6(3)-7; [10-7]